# Coras kisatchie
Espèce
Coras kisatchie est une espèce d'araignées aranéomorphes de la famille des Agelenidae.

## Distribution
Cette espèce est endémique de Louisiane aux États-Unis,. Elle se rencontre dans la paroisse de Grant.

## Description
Le mâle holotype mesure 9,39 mm et la femelle paratype 11,59 mm.

## Étymologie
Son nom d'espèce lui a été donné en référence au lieu de sa découverte, la forêt nationale de Kisatchie.

## Publication originale
- Muma, 1946 : North American Agelenidae of the genus Coras Simon. American Museum novitates, no 1329, p. 1-20 (texte intégral).